# Мандърлей
„Мандърлей“ (на английски: Manderlay) е датски филм от 2005 година, драма на режисьора Ларс фон Триер по негов собствен сценарий. Главните роли се изпълняват от Брайс Далас Хауърд, Исак дьо Банколе, Дани Глоувър, Уилям Дефо.

## Сюжет
„Мандърлей“ е продължение на филма на Фон Триер „Догвил“ („Dogville“, 2003) – действието се развива непосредствено след края на „Догвил“ с част от същите персонажи, използван е сходна минималистична сценография. В центъра на сюжета е дъщерята на американски гангстер от 1930-те години, която попада в изолирано имение, продължаващо да прилага робството, след което се опитва неуспешно да накара робите да заживеят в егалитарна общност. 

## В ролите
| Актьор             | Роля                   |
| ------------------ | ---------------------- |
| Брайс Далас Хауърд | Грейс Маргарет Мълиган |
| Уилем Дефо         | Г-н Мълиган            |
| Дани Глоувър       | Вилхелм                |
| Лорън Бекол        | Мам                    |
| Жан-Марк Бар       | г-н Робинсън           |
| Удо Киер           | г-н Кирспе             |
| Исак дьо Банколе   | Тимъти                 |
| Михаел Абитебул    | Томас                  |
| Джеръми Дейвис     | Нилс                   |
| Джон Хърт          | разказвача             |

## Награди и номинации
„Мандърлей“ е номиниран за наградата „Златна палма“.